# UPM-Sat
UPM-Sat es una serie de microsatélites españoles desarrollados por la Universidad Politécnica de Madrid, en colaboración con el Instituto Nacional de Técnica Aeroespacial, con fines educativos, científicos y tecnológicos.

## UPM-Sat 1
El UPM-Sat 1, también llamado UPM/LB-Sat, fue lanzado el 7 de julio de 1995 desde la Guayana Francesa en el vuelo V75 de un lanzador Ariane IV-40. Tenía un peso de 47 kg. Tuvo una vida operativa en órbita de 213 días, con una órbita polar heliosíncrona a 670 kilómetros de altitud, completando una vuelta alrededor de la Tierra cada 98 minutos.

## UPM-Sat 2
El proyecto UPM-Sat 2 trataba de desarrollar un satélite de menos de 50 kg de masa y dimensiones totales inferiores a 0.5 m x 0.5 m x 0.6 m. 
El satélite UPM-Sat 2, llamado también M.A.T.I.A.S., originalmente tenía su lanzamiento previsto para 1999. Finalmente fue lanzado el 3 de septiembre de 2020 en un cohete Vega.